# Liste der Kulturdenkmäler in Tossa de Mar
Die Liste der Kulturdenkmäler in Tossa de Mar führt alle im Inventari del Patrimoni Arquitectònic Català aufgeführten Kulturdenkmäler in Tossa de Mar auf. Die mit BCIN gekennzeichneten Einträge sind als Bé Cultural d’Interès Nacional geschützt.
| Bild                                                          | Bezeichnung                                                   | Lage                                    | Beschreibung | Bauzeit                                    | Eingetragen seit | Denkmal- nummer       |
| ------------------------------------------------------------- | ------------------------------------------------------------- | --------------------------------------- | --- | ------------------------------------------ | ---------------- | --------------------- |
| Mas Salionç (Tossa de Mar)                                    | Mas Salionç (Tossa de Mar)                                    | Cala Salionç Karte                      | Mas Salionç, Traditionelle Architektur. Mit Urkunde vom 13. Januar 1420 gewährte der Abt von Ripoll, Bruder Dalmau de Cartellà einem Joan Pere de Salions (oder Salionç) Rechte an Haus, Turm und Landwirtschaft in der heutigen Cala Salionç, einer Bucht nördlich von Tossa an der damaligen Grenze zu St. Feliu, unterhalb von St. Grau. | Jahrhundert XVI, XX, XXI (Anfang)          |                  | BCIN 1690-MH IPAC, PM |
| weitere Bilder                                                | Església Sant Vicenç (Tossa de Mar)                           | Pl. de l’Església Karte                 | Die Pfarrkirche Sant Vicenç de Tossa in der Neustadt von Tossa wurde als Ersatz für die alte Kirche gleichen Namens in der Altstadt (deren Ruine erhalten ist) erbaut, nachdem die alte Kirche durch das Bevölkerungswachstum zu klein geworden war. Der Grundstein für das schlichte, neoklassizistische Gebäude wurde 1755 gelegt, der Kirchenbau 1776 abgeschlossen. Die Kirche wurde im Spanischen Bürgerkrieg stark beschädigt. Hierbei gingen auch eine Reihe von Kunstschätzen aus der alten Kirche verloren. Nach dem Krieg erfolgte die Wiederherstellung. An der Nordfassade ist der quadratische Glockenturm errichtet. Im Inneren der Kirche befindet sich ein romanisches Taufbecken und ein barocker Altar. | Jahrhundert XVIII (Ende)                   |                  | IPAC, PM              |
| weitere Bilder                                                | Habitatge al carrer Sant Miquel, 32 (Tossa de Mar)            | C. St. Miquel, 32 Karte                 | Gebäude an der Carrer Sant Miquel, 32, Eklektizismus | Jahrhundert XX, XXI (Anfang)               |                  | IPAC, PM              |
| weitere Bilder                                                | Habitatge al carrer Sant Antoni, 10 (Tossa de Mar)            | C. Sant Antoni, 10 Karte                | Gebäude an der Carrer Sant Antoni, 10, o Cafè Berlín, Modernisme | Jahrhundert XX (Anfang)                    |                  | IPAC, PM              |
| weitere Bilder                                                | Cafè Berlín (Tossa de Mar)                                    | C. St. Antoni, 8 Karte                  | Cafè Berlín, Traditionelle Architektur | Jahrhundert XVIII, XX (Ende)               |                  | IPAC, PM              |
| weitere Bilder                                                | Can Dionís (Tossa de Mar)                                     | C. Portal, 22 Karte                     | Can Dionís oder Can Ditu, Traditionelle Architektur | Jahrhundert XVII, XX (Ende)                |                  | IPAC, PM              |
| weitere Bilder                                                | Casa Vicens Macià (Tossa de Mar)                              | C. Dr. Carmelo Fernández Casanova Karte | Haus Vicens Macià oder l’Hostalet, Traditionelle Architektur | Jahrhundert XVIII                          |                  | IPAC, PM              |
| weitere Bilder                                                | Casa Daniel (Tossa de Mar)                                    | C. Estolt, 11 Karte                     | Haus Daniel, Traditionelle Architektur | Jahrhundert XVIII                          |                  | IPAC, PM              |
| weitere Bilder                                                | Habitatge al carrer de la Guàrdia, 10 (Tossa de Mar)          | C. Guàrdia, 10 Karte                    | Gebäude an der Carrer de la Guàrdia, 10, Traditionelle Architektur | Jahrhundert XVIII                          |                  | IPAC, PM              |
| Antic Can Batista Font (Tossa de Mar)                         | Antic Can Batista Font (Tossa de Mar)                         | C. St. Telm, 20 (enderrocat)            | Alter Can Batista Font, Neues Bauen | Jahrhundert XVIII, XX (Ende)               |                  | IPAC, PM              |
| Habitatge al carrer Mare de Déu dels Socors, 8 (Tossa de Mar) | Habitatge al carrer Mare de Déu dels Socors, 8 (Tossa de Mar) | C. Mare de Déu dels Socors, 8 Karte     | Gebäude an der Carrer Mare de Déu dels Socors, 8, Traditionelle Architektur | Jahrhundert XVII, XX (Ende)                |                  | IPAC, PM              |
| weitere Bilder                                                | Can Mont (Tossa de Mar)                                       | C. St. Miquel, 7 Karte                  | Can Mont, Traditionelle Architektur | Jahrhundert XVIII, XX                      |                  | IPAC, PM              |
| Habitatge al carrer Sant Elm, 22 (Tossa de Mar)               | Habitatge al carrer Sant Elm, 22 (Tossa de Mar)               | C. Sant Telm, 22 (enderrocat)           | Haus an der Carrer Sant Elm, 22, Neuere Gebäude | Jahrhundert XVIII (Ende)                   |                  | IPAC, PM              |
| Habitatge al carrer del Socors, 16 (Tossa de Mar)             | Habitatge al carrer del Socors, 16 (Tossa de Mar)             | C. Socors, 16 Karte                     | Gebäude an der Carrer del Socors, 16, Traditionelle Architektur | Jahrhundert XVIII                          |                  | IPAC, PM              |
| weitere Bilder                                                | Can Camilo Torrellas (Tossa de Mar)                           | C. la Guàrdia, 19 Karte                 | Can Camilo Torrellas, Eklektizismus | Jahrhundert XIX (Ende), XX (Mitte)         |                  | IPAC, PM              |
| weitere Bilder                                                | Can Sans                                                      | Pg. de Mossèn Cinto Verdaguer, 41 Karte | Can Sans oder Can Moré, heute Hotel Diana, Modernisme | Jahrhundert XX (Anfang)                    |                  | IPAC, PM              |
| Habitatge al carrer Sant Miquel, 28 (Tossa de Mar)            | Habitatge al carrer Sant Miquel, 28 (Tossa de Mar)            | C. St. Miquel, 28 Karte                 | Gebäude an der Carrer Sant Miquel, 28, Traditionelle Architektur | Jahrhundert XVIII (Mitte), XXI (Anfang)    |                  | IPAC, PM              |
| weitere Bilder                                                | Can Saura (Tossa de Mar)                                      | C. St. Pere, 1 Karte                    | Can Saura, Traditionelle Architektur | Jahrhundert XVII, XX (Ende)                |                  | IPAC, PM              |
| weitere Bilder                                                | Habitatge al carrer Mare de Déu dels Socors, 6 (Tossa de Mar) | C. Mare de Déu dels Socors, 6 Karte     | Gebäude an der Carrer Mare de Déu dels Socors, 6, Traditionelle Architektur | Jahrhundert XVIII, XX (Ende)               |                  | IPAC, PM              |
| weitere Bilder                                                | Capella dels Socors (Tossa de Mar)                            | C. Socors Karte                         | Hilfe- oder Beistandskapelle, Barock | Jahrhundert XVI, XVIII                     |                  | IPAC, PM              |
| weitere Bilder                                                | Can Ferrer (Tossa de Mar)                                     | C. Mare de Déu dels Socors, 12 Karte    | Can Ferrer oder Can Crema, Can Moré Parot, Ca la Margarida Manuela, Traditionelle Architektur | Jahrhundert XVII, XX (Mitte)               |                  | IPAC, PM              |
| weitere Bilder                                                | Can Macadà (Tossa de Mar)                                     | Pl. d’Espanya, 7 Karte                  | Can Macadà oder Haus der Schwestern Ferrer, Historizismus, Eklektizismus | Jahrhundert XX (1905)                      |                  | IPAC, PM              |
| weitere Bilder                                                | Can Ramonet (Tossa de Mar)                                    | C. Guàrdia, 14 Karte                    | Can Ramonet, Konditorei Tomàs, Traditionelle Architektur | Jahrhundert XX (Anfang)                    |                  | IPAC, PM              |
| weitere Bilder                                                | Museu Municipal de Tossa de Mar                               | Pl. de Roig Soler Karte                 | Städtisches Museum von Tossa de Mar, auch Haus des Gouverneurs, Palast del Batlle, Traditionelle Architektur | Jahrhundert XV                             |                  | BCIN IPAC, PM         |
| Habitatge al carrer del Comte Miró, 1 (Tossa de Mar)          | Habitatge al carrer del Comte Miró, 1 (Tossa de Mar)          | C. del Comte Miró, 1 Karte              | Gebäude an der Carrer del Comte Miró, 1, Gotik, Traditionelle Architektur | Jahrhundert XV, XX (Ende)                  |                  | IPAC, PM              |
| weitere Bilder                                                | Can Pere Ruaix (Tossa de Mar)                                 | C. Comte Miró, 2 Karte                  | Can Pere Ruaix, Traditionelle Architektur | Jahrhundert XVI                            |                  | IPAC, PM              |
| weitere Bilder                                                | Església Vella de Sant Vicenç (Tossa de Mar)                  | Vila Vella Karte                        | Alte Kirche Sant Vicenç, Gotik | Jahrhundert XV, XX (Ende), XXI (Anfang)    |                  | IPAC, PM              |
| weitere Bilder                                                | Creu de terme (Tossa de Mar)                                  | C. Portal Karte                         | Creu de terme, Gotik | Jahrhundert XV                             |                  | IPAC, PM              |
| Ca na Marieta Xerach (Tossa de Mar)                           | Ca na Marieta Xerach (Tossa de Mar)                           | Pl. d’Armes, 2 Karte                    | Ca na Marieta Xerach, Cal Sant Drap, Traditionelle Architektur | Jahrhundert XIV, XX (Ende)                 |                  | IPAC, PM              |
| weitere Bilder                                                | Can Canals (Tossa de Mar)                                     | C. Francesc d’Aromí, 2 Karte            | Can Canals, Traditionelle Architektur | Jahrhundert XV                             |                  | IPAC, PM              |
| weitere Bilder                                                | Apartaments El Búnquer (Tossa de Mar)                         | Av. Sant Ramon de Penyafort, 11 Karte   | Apartaments El Búnquer, Neuere Gebäude | Jahrhundert XX (Ende)                      |                  | IPAC, PM              |
| weitere Bilder                                                | Minerva (Tossa de Mar)                                        | Av. Sant Ramon de Penyafort Karte       | Minerva-Statue, Neues Bauen | Jahrhundert XX                             |                  | IPAC, PM              |
| Cal Rull (Tossa de Mar)                                       | Cal Rull (Tossa de Mar)                                       | Karte                                   | Cal Rull oder Mas Bosch de Sant Benet, Traditionelle Architektur | Jahrhundert XVI                            |                  | IPAC, PM              |
| Mas d’en Ferro (Tossa de Mar)                                 | Mas d’en Ferro (Tossa de Mar)                                 | Karte                                   | Mas d’en Ferro ist das Haupthaus eines landwirtschaftlichen Anwesens am Oberlauf des Tossa-Flusses. Die dazugehörigen landwirtschaftlichen Flächen befinden sich im Überschwemmungsgebiet des Flusses, weswegen das Anwesen selbst erhöht am Rande des Tals und durch Flutmauern vor Überschwemmung geschützt erbaut wurde. Traditionelle Architektur | Jahrhundert XV, XVII, XX (Ende)            |                  | IPAC, PM              |
| Molí Lluny (Tossa de Mar)                                     | Molí Lluny (Tossa de Mar)                                     | Karte                                   | Die ehemalige Mühle Lluny oder Mühle d’en Parot oder Can Pericàs liegt an der Brücke der GI-681 über den Tossa-Fluss. Traditionelle Architektur | Jahrhundert XVIII                          |                  | IPAC, PM              |
| Capella de Sant Benet (Tossa de Mar)                          | Capella de Sant Benet (Tossa de Mar)                          | Sant Benet, 19 Karte                    | Kapelle Sant Benet, Traditionelle Architektur | Jahrhundert X, XV, XVIII                   |                  | IPAC, PM              |
| Can Garriga (Tossa de Mar)                                    | Can Garriga (Tossa de Mar)                                    | Karte                                   | Can Garriga oder Mas Garriga, Traditionelle Architektur | Jahrhundert XVII                           |                  | IPAC, PM              |
| BW                                                            | Can Seca (Tossa de Mar)                                       | Karte                                   | Can Seca, Traditionelle Architektur | Jahrhundert XVIII, XX (Mitte)              |                  | IPAC, PM              |
| weitere Bilder                                                | Santuari i masia de Sant Grau (Tossa de Mar)                  | Karte                                   | Einsiedelei Sant Grau oder Sant Grau d’Ardenya oder de Vall Prehona, Historizismus | Jahrhundert XV                             |                  | IPAC, PM              |
| Can Coure (Tossa de Mar)                                      | Can Coure (Tossa de Mar)                                      | Karte                                   | Can Coure, Traditionelle Architektur | Jahrhundert XIV, XVII, XX (Ende)           |                  | IPAC, PM              |
| weitere Bilder                                                | Habitatge al carrer Roqueta, 14 (Tossa de Mar)                | C. Roqueta, 14 Karte                    | Gebäude an der Carrer Roqueta, 14, Traditionelle Architektur | Jahrhundert XVI, XX (Mitte)                |                  | IPAC, PM              |
| weitere Bilder                                                | Habitatge al carrer Roqueta, 16 (Tossa de Mar)                | C. Roqueta, 16 Karte                    | Gebäude an der Carrer Roqueta, 16, Traditionelle Architektur | Jahrhundert XVI, XX (Mitte)                |                  | IPAC, PM              |
| weitere Bilder                                                | Can Gich (Tossa de Mar)                                       | C. Guàrdia, 56 Karte                    | Can Gich oder Mas de la Torre früher Mas Rabassa, Traditionelle Architektur | Jahrhundert XVI                            |                  | IPAC, PM              |
| weitere Bilder                                                | Can Magí (Tossa de Mar)                                       | C. Tarull, 32 Karte                     | Can Magí oder Can Barber, Can Rabassa, Mas de la Torre, Eklektizismus | Jahrhundert XVII, XIX (Mitte)              |                  | IPAC, PM              |
| Torre des Moros (Tossa de Mar)                                | Torre des Moros (Tossa de Mar)                                | Karte                                   | Der Torre des Moros ("Maurenturm") oder Torre de Tarull oder Torre de Can Magí auf dem Hügel Puig de Can Magí wurde zum Schutz gegen Piraten erbaut. Ende des 18. Jahrhunderts wurde er aufgelassen und verfiel. 1997 erfolgte eine Sanierung. Der Turm, der nachts angestrahlt ist, ergänzt die auf dem gegenüber liegenden Hügel befindlichen Türme der Altstadtbefestigung. Traditionelle Architektur | Jahrhundert XVI, XX (Ende)                 |                  | IPAC, PM              |
| weitere Bilder                                                | Can Martí (Tossa de Mar)                                      | C. St. Josep, 13 Karte                  | Can Martí oder Cas Fuster, Traditionelle Architektur | Jahrhundert XVIII, XX (Ende), XXI (Anfang) |                  | IPAC, PM              |
| Can Llach (Tossa de Mar)                                      | Can Llach (Tossa de Mar)                                      | C. la Guàrdia, 6 Karte                  | Can Llach oder Ca n'Esteve Llach, Traditionelle Architektur | Jahrhundert XIX, XX (Ende)                 |                  | IPAC, PM              |
| weitere Bilder                                                | Habitatge al carrer Pintora Lola Bech, 1 (Tossa de Mar)       | C. Pintora Lola Bech, 1 Karte           | Gebäude an der Carrer Pintora Lola Bech, 1, Traditionelle Architektur | Jahrhundert XVIII, XXI (Anfang)            |                  | IPAC, PM              |
| weitere Bilder                                                | Habitatge al carrer Estolt, 16 (Tossa de Mar)                 | C. Estolt, 16 Karte                     | Gebäude an der Carrer Estolt, 16, Traditionelle Architektur | Jahrhundert XVIII (Mitte), XXI (Anfang)    |                  | IPAC, PM              |
| Agulla de Pola (Tossa de Mar)                                 | Agulla de Pola (Tossa de Mar)                                 | Karte                                   | Agulla de Pola oder Torre de Cala Salionç, Traditionelle Architektur | Jahrhundert X, XVI                         |                  | IPAC, PM              |
| weitere Bilder                                                | Can Sans d’Aiguabona (Tossa de Mar)                           | Can Sans d’Aiguabona Karte              | Can Sans d’Aiguabona, Traditionelle Architektur | Jahrhundert XV, XVII, XX (Ende)            |                  | IPAC, PM              |
| weitere Bilder                                                | Habitatge al carrer Codolar, 8 (Tossa de Mar)                 | C. Codolar, 8 Karte                     | Gebäude an der Carrer Codolar, 8, Traditionelle Architektur | Jahrhundert XVII, XX                       |                  | IPAC, PM              |
| weitere Bilder                                                | Can Leandro (Tossa de Mar)                                    | C. Codolar, 4 Karte                     | Can Leandro oder Can Ganga, Traditionelle Architektur | Jahrhundert XVI, XX                        |                  | IPAC, PM              |
| BW                                                            | Gorg Gitano (Tossa de Mar)                                    | Karte                                   | Gorg Gitano oder Gora Gitano, Traditionelle Architektur | Jahrhundert XI, XII                        |                  | IPAC, PM              |
| weitere Bilder                                                | Far de Tossa (Tossa de Mar)                                   | Vila Vella Karte                        | Leuchtturm von Tossa, Traditionelle Architektur | Jahrhundert XX (Anfang), XX (Ende)         |                  | IPAC, PM              |
| weitere Bilder                                                | Habitatge al carrer Escaletes, 1 (Tossa de Mar)               | C. Escaletes, 1 Karte                   | Gebäude an der Carrer Escaletes, 1, o Estudi Padró, Traditionelle Architektur | Jahrhundert XVII, XX (Ende)                |                  | IPAC, PM              |
| weitere Bilder                                                | Creu de terme de Sant Grau d’Ardenya (Tossa de Mar)           | St. Grau d’Ardenya Karte                | Wegekreuz (Creu de terme) an der Einsiedelei Sant Grau d’Ardenya. Das gotische Kreuz aus dem 15. Jahrhundert wurde am Beginn des spanischen Bürgerkriegs 1936 durch Anwohner versteckt, um es vor Zerstörungen zu schützen. Als es 1940 wieder aufgestellt wurde, wies es dennoch Beschädigungen auf. Es wurde nicht mehr an seinem bisherigen Platz vor der Kirche, sondern auf dem Mittelpunkt des Kreisels neben der Kirche aufgestellt. | 15. Jahrhundert, Sanierung 1940            |                  | IPAC, PM              |
| weitere Bilder                                                | Can Niceto (Tossa de Mar)                                     | C. Portal, 6 Karte                      | Can Niceto, Traditionelle Architektur | Mittelalter, XVI. Jahrhundert              |                  | IPAC, PM              |
| weitere Bilder                                                | Ca n'Axandri (Tossa de Mar)                                   | C. Guàrdia, 36 Karte                    | Ca n'Axandri, Traditionelle Architektur | Jahrhundert XIX                            |                  | IPAC, PM              |
| weitere Bilder                                                | Ca l’Isabel Coris Vilas (Tossa de Mar)                        | C. Sant Miquel, 8 Karte                 | Ca l’Isabel Coris Vilas, Traditionelle Architektur | Jahrhundert XVIII                          |                  | IPAC, PM              |
| weitere Bilder                                                | Habitatge al carrer Pescadors, 4 (Tossa de Mar)               | C. Pescadors, 4 Karte                   | Gebäude an der Carrer Pescadors, 4, Traditionelle Architektur | Jahrhundert XVIII                          |                  | IPAC, PM              |
| Sant Jaume de Can Ferrer (Tossa de Mar)                       | Sant Jaume de Can Ferrer (Tossa de Mar)                       | Karte                                   | Sant Jaume de Can Ferrer, Eklektizismus | Jahrhundert XX (Anfang)                    |                  | IPAC, PM              |
| weitere Bilder                                                | Pou de gel de s'Arrupit (Tossa de Mar)                        | S'Arrupit Karte                         | Der Pou de gel de s'Arrupit ist ein Eiskeller aus dem 18. Jahrhundert. | Jahrhundert XVIII                          |                  | IPAC, PM              |
| Antiga ermita de Vilademont (Tossa de Mar)                    | Antiga ermita de Vilademont (Tossa de Mar)                    | Enderrocada Karte                       | Ruinen der alten Einsiedelei Vilademont, Romanik | Jahrhundert XI                             |                  | IPAC, PM              |
| weitere Bilder                                                | Capella de la Mare de Déu de la Gràcia (Tossa de Mar)         | Enderrocada Karte                       | Ruinen der Kapelle la Mare de Déu de la Gràcia, o Capella de la Mare de Déu de Can Payet, Traditionelle Architektur | Jahrhundert XVII                           |                  | IPAC, PM              |
| weitere Bilder                                                | Casal Parroquial (Tossa de Mar)                               | C. Sant Antoni, 5 Karte                 | Pfarrhaus oder Casa del Rector Jaume Bagué Ferro, Haus der Organista Mn. Soler de Morell, Traditionelle Architektur | Jahrhundert XX (Anfang)                    |                  | IPAC, PM              |
| weitere Bilder                                                | Mas Martí (Tossa de Mar)                                      | Karte                                   | Mas Martí, o Can Martí, Traditionelle Architektur | Jahrhundert XVI                            |                  | IPAC, PM              |
| weitere Bilder                                                | Torre de l’Hostal (Tossa de Mar)                              | C. Xixanet Karte                        | Turmartiges Haus Torre de l’Hostal oder Can Pujals, Torre de na Carme Bota, Torre d’en Pere Ballell, Traditionelle Architektur | Jahrhundert XVII                           |                  | IPAC, PM              |
| weitere Bilder                                                | Habitatge al carrer Tarull, 10 (Tossa de Mar)                 | C. Tarull, 10 Karte                     | Gebäude an der Carrer Tarull, 10, Traditionelle Architektur | Jahrhundert XVIII                          |                  | IPAC, PM              |
| Habitatge al carrer Nou, 5 (Tossa de Mar)                     | Habitatge al carrer Nou, 5 (Tossa de Mar)                     | C. Nou, 5 Karte                         | Gebäude an der Carrer Nou, 5, Traditionelle Architektur | Jahrhundert XVIII                          |                  | IPAC, PM              |
| weitere Bilder                                                | Habitatge al carrer Portal, 7 (Tossa de Mar)                  | C. Portal, 7 Karte                      | Gebäude an der Carrer Portal, 7, Traditionelle Architektur | Jahrhundert XVIII (Ende)                   |                  | IPAC, PM              |
| weitere Bilder                                                | Habitatge al carrer Portal, 9 (Tossa de Mar)                  | C. Portal, 9 Karte                      | Gebäude an der Carrer Portal, 9, Traditionelle Architektur | Jahrhundert XVIII (Mitte), XX (Ende)       |                  | IPAC, PM              |
| weitere Bilder                                                | Hospital de Sant Miquel (Tossa de Mar)                        | Av. del Pelegrí, 8 Karte                | Hospital de Sant Miquel bzw. Kulturhaus Tomàs Vidal i Rei, Barock | Jahrhundert XVIII (Mitte), XX (Ende)       |                  | BCIN 217-MHIPAC, PM   |
| weitere Bilder                                                | Recinte emmurallat i Castell de Tossa (Tossa de Mar)          | Vila Vella Karte                        | Burg und Stadtmauern von Tossa bzw. die Altstadt von Tossa, Traditionelle Architektur, Gotik | Jahrhundert XII, XIV, XX (Anfang)          |                  | BCIN 227-MHIPAC, PM   |

## Erläuterungen
Mas bedeutet Landhaus oder Villa. Es wird entweder einer Lagebezeichnung oder einem Besitzernamen vorangestellt und ist als Eigenname nicht mit übersetzt. Can bedeutet so viel wie ‚bei‘ und wird einem Besitzernamen vorangestellt und ist als Eigenname nicht mit übersetzt